# Матч усіх зірок НБА
Матч усіх зірок Національної баскетбольної асоціації — щорічна гра, в якій беруть участь найсильніші гравці ліги. Перший матч відбувся 12 березня 1951 року в Бостоні, в сезоні 1950–1951 років. Матч всіх зірок — апофеоз зіркового вікенду, який перш за все є чудовим шоу, де спортивна складова відходять на другий план. Матчі проводилися 61 раз. Збірна зірок Східної конференції лідирує з показником 36 : 25.
Склад команди визначався двома способами. Стартові п'ятірки команд визначаються голосуванням вболівальників.
Запасні гравці визначаються голосуванням серед головних тренерів команд відповідної конференції.
Тренер не має права голосувати за гравців своєї команди. За наявності травми у одного з гравців, заміну йому вибирає комісар ліги.
Тренерами Матчу всіх зірок є ті, чиї команди у своїх конференціях мають найкращий процент перемог. Але тренер не може взяти участь у матчі два сезони підряд.
У випадку, якщо тренера команди обирають повторно, то тренер команди з другим найкращим результатом у відповідній конференції очолить збірну всіх зірок.

## Особливості матчу всіх зірок
Матч грається за звичайними правилами НБА [Архівовано 1 грудня 2009 у Wayback Machine.], але інколи ці правила «ігноруються». Передматчеве представлення гравців завжди супроводжується світловим та музичним шоу, особливо яскраво це проявляється перед оголошенням гравців стартового складу. Кожного року створюється нова форма для команд-учасниць. Захід грає переважно у червоній уніформі, а схід — у блакитно-синій. Але під час ігор 1997–2002 років гравцям дозволялося грати у формах того клубу НБА, який вони представляли. Також перед початком матчу запрошений співак виконує гімни Канади та США.
Ігрове дійство зазвичай дуже яскраве. Гравці намагаються сподобатися публіці, виконуючи цікаві та інтригуючі прийоми з м'ячем. Захисні зусилля значно менші, ніж під час гри регулярного сезону. Тренери намагаються розподілити час між гравцями порівну, щоб дати можливість усім відчути сповна дух баскетбольного свята. Хоча в четвертій чверті гравці грають більш зібрано, особливо, якщо гра ще досить близька.
Перерва під час матчу також є довшою, ніж під час регулярного сезону, адже тоді виступають багато запрошених зірок.